# Евро-1

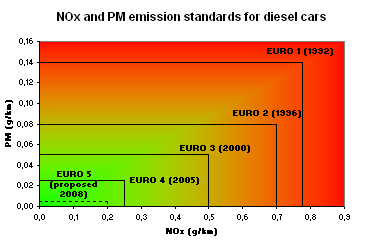
На рисунке показаны ограничения накладываемые разными версиями стандарта Евро-х на дизельные автомобили.

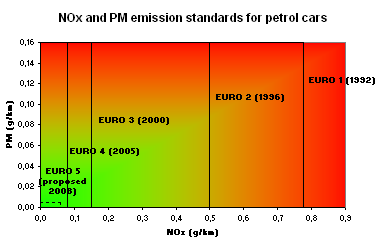
На рисунке показаны ограничения накладываемые разными версиями стандарта Евро-х на бензиновые автомобили. До введения стандарта Евро-5 выбросы сажи не учитывались.

Евро-1 — экологический стандарт, регулирующий содержание вредных веществ в выхлопных газах. Был введен в Евросоюзе в 1992. Заменен стандартом Евро-2 в 1995.
Предусматривает выброс бензиновыми двигателями:
- оксида углерода (CO) — не более 2,72г/км (грамм на километр пути)
- углеводородов (СН) — не более 0,72 г/км
- оксидов азота (NO) — не более 0,27 г/км